# One Chase Manhattan Plaza
Le One Chase Manhattan Plaza est un gratte-ciel situé dans le financial district, dans le sud de Manhattan à New York. Conçu par Gordon Bunshaft de l'agence  Skidmore, Owings & Merrill, il a été construit en 1961 et mesure 248 mètres pour soixante étages.
En 2004, il était le 9e gratte-ciel le plus haut de New York, le 36e des États-Unis, le 94e du monde.